# San Carlos, Texas
San Carlos là một nơi ấn định cho điều tra dân số (CDP) thuộc quận Hidalgo, tiểu bang Texas, Hoa Kỳ. Năm 2010, dân số của nơi này là 3130 người.

## Dân số
- Dân số năm 2000: 2650 người.
- Dân số năm 2010: 3130 người.